# منصور سعيدوف
منصور سعيدوف (بالبرتغالية: Joéliton Lima Santos‏) (17 أبريل 1993 في البرازيل - ) هو لاعب كرة قدم برازيلي في مركز الدفاع. شارك مع منتخب البرازيل تحت 20 سنة لكرة القدم. أما مع النوادي، فقد لعب مع أتلتيكو مينييرو ونادي باهيا ونادي فلامنغو ونادي فيتوريا.

## روابط خارجية
- منصور سعيدوف على موقع قاعدة بيانات كرة القدم.إي يو (الإنجليزية)
- منصور سعيدوف على موقع Soccerway.com (الإنجليزية)
- منصور سعيدوف على موقع عالم كرة القدم.نت (الإنجليزية)